# Dacnusa megastigma
Dacnusa megastigma är en stekelart som beskrevs av Vladimir Ivanovich Tobias 1998. Dacnusa megastigma ingår i släktet Dacnusa och familjen bracksteklar. Inga underarter finns listade i Catalogue of Life.